# Dennis O'Neil
Dennis O'Neil, noto anche come Danny O'Neil (St. Louis, 3 maggio 1939 – 11 giugno 2020), è stato un fumettista, scrittore e curatore editoriale statunitense.

## Biografia
Nato a Saint Louis, O'Neil frequentò la St. Louis University, e si arruolò nell'esercito, con il quale prese parte ad alcune missioni a Cuba durante la Crisi dei missili di Cuba. Lasciato l'esercito, lavorò come giornalista presso il Cape Girardeau (Missouri), dove fu notato da Roy Thomas, che lo introdusse come scrittore di fumetti.
Iniziò a lavorare come assistente editor per Marvel Comics, poi per Charlton Comics a fianco di Dick Giordano, e quando quest'ultimo passò a DC Comics, O'Neil lo seguì, occupandosi delle serie Wonder Woman, Justice League of America e Superman. In coppia con Neal Adams rilanciò il personaggio di Batman, creando personaggi come Ra's al Ghul, e lavorò su Lanterna Verde/Freccia Verde. Assieme a Dennis Cowan si occupò delle serie The Question e Azrael.
Nel 1989 a O'Neil venne affidato il primo arco narrativo della serie Legends of the Dark Knight, Sciamano, dove rafforzò il legame dell'eroe con l'animale suo simbolo, il pipistrello.
Negli anni novanta lo scrittore ha insegnato alla School for Visual Arts di Manhattan, pubblicando poi The DC Comics Guide To Writing Comics e Batman Unauthorized : Vigilantes, Jokers and Heroes in Gotham City.
O'Neil si è occupato inoltre degli adattamenti dell'arco narrativo di Batman: Knightfall (1994) e delle pellicole Batman Begins (2005) e Il cavaliere oscuro (2008).
Lo scrittore era membro della dirigenza dell'organizzazione no-profit The Hero Initiative.

## Opere

### Charlton Comics
- Charlton Premiere n. 2
- Thunderbolt n. 58 - 60

### DC Comics
- Adventure Comics n. 418, 419, 449 - 451
- Armageddon 2001 special n. 2
- Atom e Hawkman n. 42 - 45
- Azrael n. 1 - 100
- Bat Lash n. 2 - 7
- Batman n. 224, 225, 227, 232, 234, 235, 237, 239-245, 247, 248, 251, 253, 256-264, 266, 268, 286, 303, 320
- Batman: Gordon of Gotham n. 1 - 4
- Batman: Legends of the Dark Knight n. 1 - 5, 16 - 20, 50, 59 - 61, 63, 127-131
- Batman: La spada di Azrael (Batman: Sword of Azrael) n. 1 - 4
- Beware The Creeper n. 1 - 4, 6, 8
- Brave and the Bold n. 93
- Challengers of the Unknown n. 68 - 74
- DC Comics Presents n. 19, 20, 23
- DC Special Series n. 1, 5, 18, 19
- Detective Comics n. 395, 397, 399 - 401, 404 - 406, 410, 411, 414, 418, 431, 451, 483 - 491
- Doc Savage n. 1 - 6
- Dragonslayer n. 1 - 2
- Flash, The n. 217 - 221, 223, 224, 226 - 228, 230, 231, 233, 234, 237, 238, 240 - 243, 245
- From Beyond the Unknown n. 7 - 8
- Green Lantern n. 63, 64, 68, 72, 76 - 87, 90 - 100, 102 - 129
- Hercules n. 3 - 5
- Isis n. 1
- Joker, The n. 1 - 3, 6
- Justice, Inc. n. 1 - 4
- Justice League Of America n. 66, 68-75, 77-83, 86, 115
- JLA n. 91 - 93
- Kamandi, The Last Boy on Earth! n. 45 - 48
- Legends Of The DC Universe n. 7 - 9
- Nightwing (miniserie) n. 1 - 4
- Phantom Stranger n. 8
- Question, The n. 1 - 36
- Richard Dragon, Kung Fu Fighter n. 1 - 10, 13 - 18
- Shazam! n. 1 - 7, 9, 14, 15, 17, 25
- L'Uomo Ombra n. 1 - 8, 10, 12
- Showcase n. 82 - 84
- Spectre, The n. 9
- Strange Sports Stories n. 4
- Super Friends n. 20, 22, 24
- Superman n. 233 - 238, 240 - 242, 244, 247, 253, 254
- Super-Team Family n. 2
- Sword of Sorcery n. 1 - 5
- Tarzan n. 255, 256
- Time Warp n. 1/1
- Weird Worlds n. 4 - 10
- Wonder Woman n. 178, 179, 180 - 182, 199 - 201
- World's Finest n. 198, 199, 201, 202, 204, 211, 212, 214, 244, 256-264

### Marvel Comics
- Amazing Spider-Man, The n. 207 - 219, 221, 223
- Amazing Spider-Man Annual, The n. 14, 15
- Billy the Kid n. 68, 69
- Chamber of Darkness n. 3 - 5
- Cheyenne Kid n. 66 - 69, 70 - 73
- Daredevil n. 18, 194 - 202, 204 - 207, 210 - 223, 226
- Deadly Hands of Kung Fu, The n. 6, 14
- Epic Illustrated n. 16 - 20
- Go-Go n. 7
- Ghost Rider n. 7
- Hercules n. 2
- Heroes For Hope Starring The X-Men n. 1
- Hulk n. 21 - 24
- Iron Man 1968 n. 158, 160 - 208
- Kid Colt Outlaw n. 134 - 136, 138, 139
- Moon Knight n. 26 - The Cabbie Killer
- Power Man e Iron Fist n. 85 - 89
- Rawhide Kid n. 56, 59, 60, 62, 66
- Savage Tales n. 5
- Team America n. 2
- Two-Gun Kid nn. 90, 92
- X-Men nn. 65

### Romanzi grafici
- Justice, Inc - 1975
- The Shadow "1941" - con Michael W.Kaluta, Russ Heath 1988
- Shadow the Private Files - con Mark Waid 1989
- Batman: Bride of the Demon - 1990
- Batman: Birth of the Demon - 1992
- Green Lantern/Green Arrow: Hard-Traveling Heroes - 1992
- Green Lantern/Green Arrow: More Hard-Traveling Heroes - 1993
- Batman: La spada di Azrael (Batman: Sword of Azrael) - 1993
- Batman: Bloodstorm - 1995
- Batman: Death of Innocents : the Horror of Landmines - 1996
- Batman: I Joker - 1998
- Batman: Shaman - 1998
- Batman in the Seventies - 2000
- The Deadman Collection - 2001
- Batman: The Ring, the Arrow, and the Bat - 2003
- Green Lantern/Green Arrow Collection - Volume 1 - 2004
- Green Lantern/Green Arrow Collection - Volume 2 - 2005
- Green Lantern : Hero's Quest - 2005

### Romanzi brevi
- The Iconoclasts, Fantastic Stories, a cura di Ted White, Ultimate Publishing, 1971
- Report on a Broken Bridge, Ellery Queen's Mystery Magazine, dicembre 1971
- After They've Seen Paree, Generation, a cura di David Gerrold, Dell, 1972
- The Elseones, The Magazine of Fantasy and Science Fiction, febbraio 1972
- Mister Cherubim, Fantastic Stories giugno, 1972
- Noonday Devil, Saving Worlds, a cura di Roger Elwood e Virginia Kidd, Doubleday, 1973
- Devil Night, Haunt of Horror agosto, 1973
- Annie Mae: A Love Story, The Far Side of Time, a cura di Roger Elwood, Dodd Mead, 1974
- There Are No Yesterdays!, Unknown Worlds of Science Fiction, marzo 1975
- Sister Mary Talks to the Girls Sodality, Harpoon Magazine, gennaio 1975
- L'assassinio della madre del grano (The Killing of Mother Corn), Fantasy & Science Fiction, febbraio 1975
- Father Flotsky, Apple Pie Magazine May, 1975
- Alias the Last Resort, Best Detective Stories of the Year, a cura di Hubin, 1975
- Adam and No Eve (with Alfred Bester), Unknown Worlds of Science Fiction, marzo 1975
- Wave By, The Magazine of Fantasy and Science Fiction, settembre 1980
- Bicycle Superhero, Superheroes, a cura di John Varley Ace Fantasy, 1995

### Romanzi
- The Bite of Monsters – Belmont, 1971
- Dragon's Fists – Richard Dragon, Kung Fu Master with Jim Berry, 1974
- Secret Origins of the Super DC Heroes - Crown Publishing Group, aprile 1976
- The Super Comics - Scholastic Book Services, 1981
- Batman Knightfall – 1994
- The DC Comics Guide to Writing Comics - 2001
- Green Lantern Hero's Quest – 2005
- Batman Begins novelization – 2005
- DC Universe: Helltown - 2006
- The Dark Knight - 2008

### Saggistica
- The DC Comics Guide To Writing Comics, Watson-Guptill, maggio 2001
- Batman Unauthorized: Vigilantes, Jokers, and Heroes in Gotham City, SmartPop series, Benbella Books, maggio 2008

### Saggi, recensioni e interviste
- The Lurker in the Family Room - The Haunt of Horror, giugno 1973
- Recensione di Will Eisner's “A Contract With God” – Comics Journal n. 46, maggio 1979
- Intervista con Samuel R. Delany – Comics Journal n. 48, estate 1979
- The Super Comics – 1980
- Articolo su Gary Trudeau/Doonesbury – Comics Journal n. 63, estate 1981
- Forum e intervista con Gil Kane – Comics Journal n. 64, luglio 1981
- The Man of Steel and Me – Superman at 50, 1987
- Martial Arts – Superman & Batman Magazine n. 1, with Marifran O'Neil, estate 1993
- Comics 101/Classes 1 & 2 – Write Now! n. 3, marzo 2003
- Comics 101/Classes 3 & 4 – Write Now! n. 4, maggio 2003
- Comics 101/Classes 5 & 6 – Write Now! n. 5, agosto 2003
- "Introduzione" a Superhero: The Secret Origin of a Genre di Peter Coogan, MonkeyBrain Books, 25 luglio 2006

## Riconoscimenti
- Shazam Awards
  - [Anno?] Best Continuing Feature per Green Lantern/Green Arrow
  - [Anno?] Miglior storia individuale per No Evil Shall Escape My Sight (contenuta in Green Lantern n. 76) assieme a Neal Adams
  - [Anno?] Miglior scrittore drammatico 1970 per alcune storie di Lanterna Verde, Batman e Superman
  - [Anno?] Miglior storia individuale 1971 per Snowbirds Don't Fly (contenuta in Green Lantern n. 85), assieme a Neal Adams.

## Omaggi
- Nella collana a fumetti The Batman Adventures, basata sulla serie animata Batman, O'Neil appare nel ruolo di Perfesser (tradotto in italiano come "Sapientino"[6]), uno scalcagnato criminale accompagnato da due degni compari, Mastermind (caricatura di Mike Carlin) e Mr. Nice (caricatura di Archie Goodwin)[7].
- Il suo cognome appare, assieme a quello di Neal Adams, Scott Peterson e Kelley Puckett, nel film d'animazione Batman - La maschera del Fantasma (1993), come nome di una corporazione di Gotham City.